# Зимогорьевский кирпичный завод
Зимогорьевский кирпичный завод — промышленное предприятие в городе Зимогорье Славяносербского района Луганской области.

## История
В ходе Великой Отечественной войны 12 июля 1942 года посёлок городского типа Черкасское был оккупирован немецкими войсками, 1 сентября 1943 года — освобождён подразделениями 91-й стрелковой дивизии РККА. В соответствии с тактикой «выжженной земли», отступающие немецкие войска почти полностью уничтожили селение — здесь были разрушены все угольные шахты, здания совхоза, школа и больница, сожжено большинство жилых домов. Общий ущерб посёлку составил 3,5 млн. рублей.
В соответствии с четвёртым пятилетним планом восстановления и развития народного хозяйства СССР началось восстановление посёлка, в 1950 году здесь было открыто Черкасское строительное управление и начал работу кирпичный завод.
В дальнейшем, в связи с расширением ассортимента выпускаемой продукции, предприятие было переименовано в кирпично-черепичный завод.
В 1959 году строительство завода было завершено. В 1961 году посёлок городского типа Черкасское получил статус города районного подчинения Зимогорье, и предприятие было переименовано в Зимогорьевский кирпичный завод.
После газификации города, в 1965 году завод перешёл на природный газ и освоил производство новых видов продукции. По состоянию на 1968 год, помимо строительного кирпича, завод производил кислотоупорный кирпич, облицовочный кирпич, облицовочную плитку, шлакоблоки и бетонные блоки. Предприятие было оснащено новым оборудованием, переработка сырья была механизирована, а обжиг изделий производился в туннельных печах с механической загрузкой.
В соответствии с восьмым пятилетним планом развития народного хозяйства СССР (1966—1970) была начата реконструкция кирпичного завода.
В целом, в советское время кирпичный завод входил в число крупнейших предприятий города.
После провозглашения независимости Украины государственное предприятие было преобразовано в закрытое акционерное общество, а позднее — реорганизовано в общество с ограниченной ответственностью.
Начавшийся в 2008 году экономический кризис осложнил положение завода, и в 2011 году по иску компании ООО «Схiденергоекспорт» хозяйственный суд Луганской области возбудил дело № 20/97б/2011 о банкротстве предприятия.
С весны 2014 года находится в составе Луганской Народной Республики.

## Деятельность
Основной продукцией завода является керамический кирпич, предназначенный для кладки и облицовки наружных и внутренних стен зданий и сооружений. Также завод производит кирпич для дымовых труб.
Согласно данным предприятия, технологические свойства сырья позволяют получать кирпич марок 150, 200, 300 и выше морозостойкостью 35 и более циклов.